# Dolina Zadnia Raczkowa

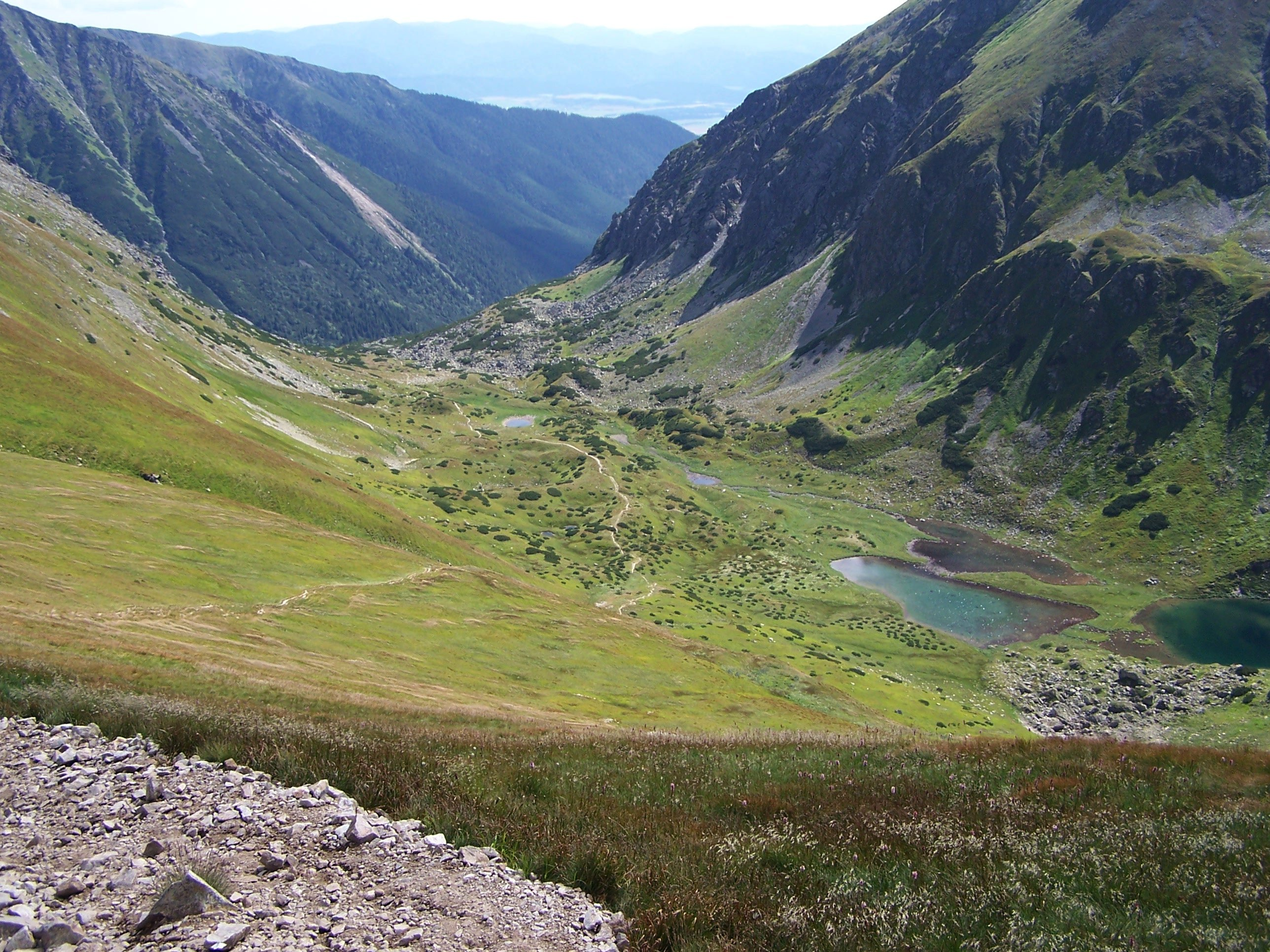
Dolina Zadnia Raczkowa i Raczkowe Stawy, widok z grani głównej

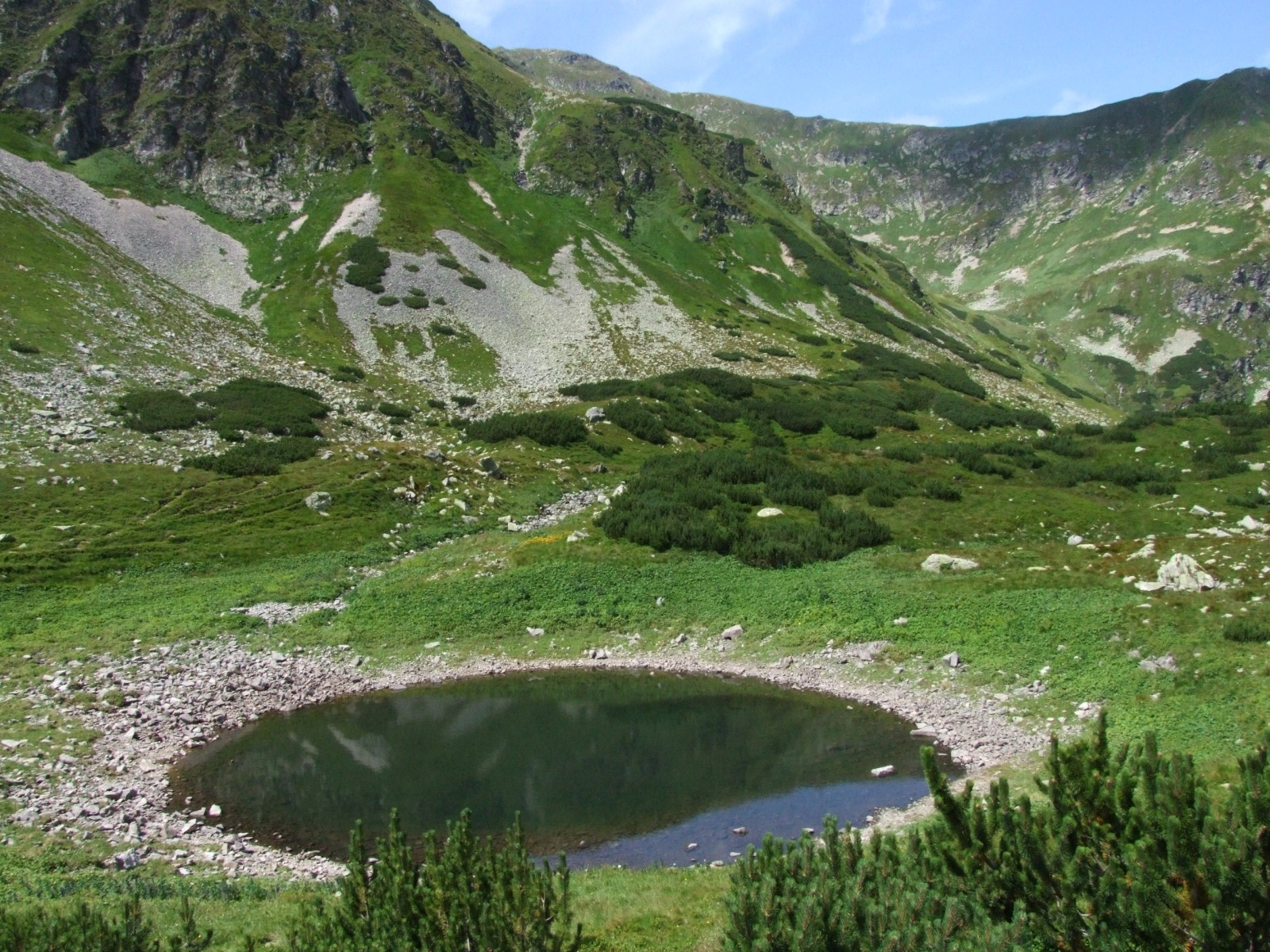
Czarny Raczkowy Stawek i Dolina Zadnia Raczkowa

Dolina Zadnia Raczkowa (słow. Račkov Zadok) – górne piętro Doliny Raczkowej w słowackich Tatrach Zachodnich. Dawniej była wypasana, pasterze nazywali ją Raczkowym Zadkiem. Rejon doliny zbudowany jest ze skał krystalicznych, dolina wyżłobiona została przez lodowiec. Występują na niej wały morenowe, zagłębienia pomiędzy nimi oraz zwałowiska głazów, wśród których zdarzają się granity z dużą zawartością czystego kwarcu. Dostrzec można rzadkie w Tatrach Zachodnich ogładzenia lodowcowe. Dolina ograniczona jest od wschodu zboczami Starorobociańskiego Wierchu, od zachodu Jarząbczego Wierchu i Raczkowej Czuby, od północy Kończystego Wierchu. Od południowej strony, powyżej równi Pod Klinem podcięta jest stromym, skalistym progiem. Dnem doliny płynie Raczkowy Potok, który w tym stromym progu tworzy kilka kaskad nazywanych Raczkową Siklawą.
W Dolinie Zadniej Raczkowej znajduje się 10 Raczkowych Stawów. Większość z nich to małe, okresowe stawki, największe są trzy znajdujące się tuż pod granią główną i zboczami Otargańców. Dno doliny jest trawiaste, od czasu zaprzestania wypasu zaczyna zarastać kosodrzewiną. Stromo podcięte i skaliste zbocza Otargańców nadają dolinie wysokogórski wygląd.

## Szlaki turystyczne
– żółty szlak z rozdroża Niżnia Łąka przez Dolinę Raczkową do Rozdroża pod Klinem i dalej na Starorobociańską Przełęcz i Kończysty Wierch (2002 m). Suma wzniesień ok. 1050 m.
- Czas przejścia z Niżniej Łąki do Rozdroża pod Klinem: 2:30 h, ↓ 1:45 h
- Czas przejścia od rozdroża na Starorobociańską Przełęcz: 2 h, ↓ 1:30 h